# 潘帕科爾卡區

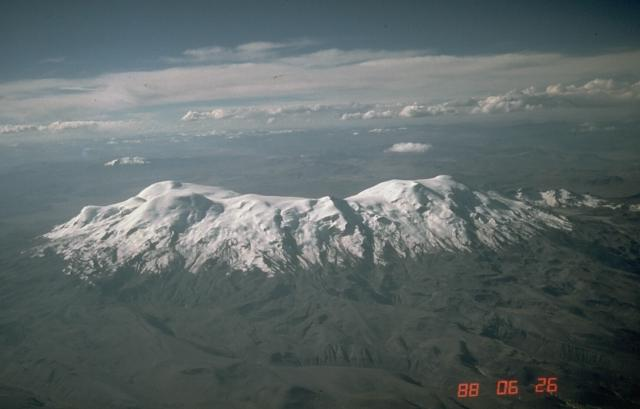
科羅普納峰

潘帕科爾卡區（西班牙語：Distrito de Pampacolca），是秘魯的一個區，位於該國南部阿雷基帕大區的卡斯蒂利亞省，面積205.19平方公里，海拔高度2,950米，2005年人口3,683，人口密度每平方公里18人。